# Austerlitz, New York
Austerlitz är en kommun (town) i Columbia County i delstaten New York. Kommunen har fått sitt namn efter slaget vid Austerlitz. Vid 2010 års folkräkning hade Austerlitz 1 654 invånare. En av sevärdheterna i Austerlitz är poeten Edna St. Vincent Millays hus Steepletop.